# Rocchetta Belbo
Rocchetta Belbo é uma comuna italiana da região do Piemonte, província de Cuneo, com cerca de 191 habitantes. Estende-se por uma área de 4 km², tendo uma densidade populacional de 48 hab/km². Faz fronteira com Castino, Cossano Belbo, Mango, Vesime (AT).

## Demografia
| Variação demográfica do município entre 1861 e 2011                               |
|                                                                                   |
| Fonte: Istituto Nazionale di Statistica (ISTAT) - Elaboração gráfica da Wikipedia |